# Малайзийско-угандийские отношения
Малайзийско-угандийские отношения — двусторонние отношения между Малайзией и Угандой. Малайзия не имеет посольства в Уганде, в то время как Уганда имеет Высшую комиссию в Куала-Лумпуре, а также были аккредитованы в Брунее, Индонезии, Филиппинах, Таиланде, Вьетнаме, Лаосе, Камбодже и Мьянме. Обе страны входили в состав Британской империи, и Уганда установила дипломатические отношения с Малайзией сразу после обретения независимости в 1962 году.

## Экономические отношения
В 1998 году Малайзия и Уганда подписали меморандум о взаимопонимании по соглашению об экономическом, научном, техническом и культурном сотрудничестве между двумя странами. В 2011 году Малайзия и Уганда подписали Меморандум о взаимопонимании по стандартам во время встречи глав правительств Содружества наций в Перте, а Малайзийский университет принял решение открыть кампус в Уганде. Одна из малайзийских компаний по производству пальмового масла открыла производство в Калангале по приглашению президента страны Йовери Мусевени, другая компания по производству масличной пальмы также инвестировала в страну 10 млн долларов США.